# Jullian
Jullian is een historisch motorfietsmerk.
Onbekend Frans merk dat rond 1915 175 cc motorfietsen maakte. Ze werden geproduceerd bij Usine de Bicyclettes électriques de Bésançon in de gelijknamige stad.